# 坂元亮介
坂元 亮介（さかもと りょうすけ、1959年8月20日   - ）は、日本の俳優、歌手、日本舞踊家。本名および旧芸名は阪本 良介（芸名と読みは同じ）。2010年に坂元 亮介と改名。
神奈川県逗子市出身。法政大学文学部英文科卒業。サヴァーグループに所属していた。

## 来歴・人物
実家は印刷業。自宅の近所に日本舞踊の家元が住んでいたことから、日本舞踊へ興味を持つ。5歳のころから本格的に日本舞踊と三味線を習い始め、14歳で名取・17歳で当時最年少での若柳流の師範名取になる。そのことがきっかけで芸能界にスカウトされ、家族には芸能界入りを反対されるが、家元から「若いうちは何でもやりなさい」との助言を貰い、演劇集団 円演劇研究所にて1年間特別聴講生として演技を学び、1978年にTBSのテレビドラマ『明日の刑事』でデビュー。以後、大河ドラマや、スーパー戦隊シリーズ『超電子バイオマン』などに出演。
1994年に父親の死去をきっかけに芸能界を引退。その後は家業を手伝っていたが、2001年に舞台「鞍馬天狗〜龍馬 if」（銀座博品館劇場）出演を機に芸能界復帰。俳優の他、日舞正派若柳流の師範・若柳良介としても活動している。
特技は長唄・杵屋流の三味線、ヨット、ピアノ演奏。普通自動車免許、普通自動二輪免許を取得している。
一時期「芸能活動に支障を来たす」という理由で『超電子バイオマン』に出演していた事実を伏せていたが、本人曰く「（当時の）特撮ブームに肖る」目的で340プレゼンツ「赤祭」を中心に数多くの特撮俳優関連イベントや、『超電子バイオマン』の主題歌歌手である宮内タカユキとのトークイベントなどに出演。2012年8月18日の「赤祭10」をもって幹事役とイベント出演を同時引退した。
2011年6月11日に公開された『ゴーカイジャー ゴセイジャー スーパー戦隊199ヒーロー大決戦』では終了から27年振りに郷史朗役を演じ、翌年の2012年4月21日公開の『仮面ライダー×スーパー戦隊 スーパーヒーロー大戦』では、レッドワンの声で出演している。
2016年11月、『爆報! THE フライデー』に出演。食道癌に侵され、5月に余命1年と宣告されていたことを告白した。出演時には手術を終え退院している。

## エピソード
テレビドラマ『ただいま放課後』では、キングレコードから発売される挿入歌でレコードデビューが予定されていたが、諸事情により別の歌手に変更された。
『超電子バイオマン』では、素面でのアクションを可能な限りスタントを使わず自ら挑んでおり、JACの人々の動きを研究することも心がけていたという。また出演に際して中型二輪免許も取得している。衣裳も自前のものを用いていた。
『超電子バイオマン』の放送終了後、「撮影で使われたレッドワンのマスクを記念にもらいたい」と東映スタッフに頼んだが、叶わなかったという。十数年後に舞台で京本政樹と共演し、京本は『超電子バイオマン』のファンだったことから坂元のためにレッドワンのマスクのレプリカを自作してプレゼントしたことがある。
『バイオマン』では公私ともにリーダーを務め、他のメンバーと距離をおいていた矢島由紀の間をとりもっていたという。共演した太田貴彦は、真面目な人物と評しており、経験の浅い共演者にも親身であったと述べている。
芸能界を一度引退した後は一切のオファーを断って家業を行いつつ日舞正派若柳流の師範として活動していたが、ある日フランス人のファンから「フランスでは『バイオマン』が大変人気があり、バイオマンを基にした『フランスファイブ』という作品もある」との話を聞き、その友人から「フランス国内で開催される『ジャパンエキスポ』に参加してくれないか？」との依頼を受けた。依頼を受けた坂元は「特撮をはじめ日本舞踊や日本の文化・伝統芸能を世界に発信していきたい」という夢を掲げ、イベントの出演と芸能界復帰を決意した。
『バイオマン』の劇中で自身が着用していた銀ジャケットのレプリカを自ら作成し、イベントの際に着用している。

## 出演

### テレビドラマ
- 明日の刑事 第55話「一緒に住もうよ お母さん」（1978年12月13日、TBS） - 淳一 役
- 特捜最前線（テレビ朝日）
  - 第86話「死んだ男の赤トンボ!」（1978年） - 五條正道 役
  - 第101話「拳銃哀歌I・狼たちは跳んだ!」、第102話「拳銃哀歌II・狼たちの決算!」（1979年） - 田代透 役
- 手錠をかけろ!（1979年10月18日 - 12月27日、フジテレビ） - 立花刑事 役
- ライオン奥様劇場 / それぞれの午後（1979年、フジテレビ）
- ただいま放課後（1980年、フジテレビ） - 小田切進 役
- 大河ドラマ（NHK）
  - おんな太閤記（1981年） - 宇喜多秀家 役
  - 徳川家康（1983年） - 松平忠直 役
  - 春日局（1989年） - 斎藤三存 役
- 東芝日曜劇場 / 娘と書斎（1981年、TBS）
- 嫁がず出戻り小姑（1981年 - 1982年、フジテレビ）
- 花祭（1982年、フジテレビ） - 飯田良夫 役
- 木曜座 / 家族の神話（1982年、毎日放送）
- 月曜ワイド劇場 / 深川通り魔殺人事件（1983年、ANB） - 大村 役
- 超電子バイオマン （1984年2月 - 1985年1月、テレビ朝日） - 主演・郷史朗 / レッドワン 役
- 私鉄沿線97分署 第40話「ハート燃えて…思い出の渚!!」 （1985年、テレビ朝日）
- 誇りの報酬 第2話「命があったら総監賞」（1985年、日本テレビ） - 西多摩署久保刑事 役
- 月曜ドラマランド / 未亡人は17才（1987年、フジテレビ）
- 火曜サスペンス劇場 （日本テレビ）
  - 女弁護士・高林鮎子2 L特急あずさ19号・逆転の殺意（1987年）
  - 緋の川（1992年）
  - 新・女検事 霞夕子 ペルソナ・ノン・グラータ（1994年）
- 仮面ライダーBLACK 第7話「復元する生体メカ」（1987年、毎日放送） - 森田良雄 役
- 月曜女のサスペンス / 闇に光る（1989年、テレビ東京）
- DRAMADAS / ばけまん （1990年、関西テレビ）
- ドラマチック22 / ミニパトより愛をこめて3（1991年、TBS）
- メタルヒーローシリーズ （テレビ朝日）
  - 特救指令ソルブレイン 第17話「手錠のままの脱走」（1991年） - 永田哲也 役
  - 特捜エクシードラフト 第26話「明日への劇走！」（1992年） - 朝倉宏 役
  - 特捜ロボ ジャンパーソン  第17話「初公開JP基地」、第18話「JP誕生秘話!!」（1993年） - ジェフ権藤 役
- 旅情サスペンス / 岩手めんこい偽風景（1991年、関西テレビ）
- 火曜ミステリー劇場 / 十津川警部の反撃 "のと恋路号"殺意の旅（1991年、テレビ朝日） - 西本刑事 役
- B級ホラー WARASHI（1991年、TBS）
- 土曜ワイド劇場 / 博多発10時43分長崎本線の女（1992年、テレビ朝日）
- 桃太郎侍II 危うし! 八百万石 闇将軍の陰謀と四人の美女（1993年、テレビ朝日）
- 結婚・私が好きですか / おさななじみ（1993年、朝日放送） - 小笠原 役
- 桃太郎侍III 将軍と御落胤・八百万石に命を賭けた夫婦旅（1994年3月31日、テレビ朝日）
- 御宿かわせみ 第二章 第6話「美男の医者」（2004年、NHK） - 吉兵衛 役
- ウルトラQ dark fantasy 第18話「ガラQの大逆襲」（2004年7月27日、テレビ東京） - ハッカー取締官 役

### 映画
- 夕焼けのマイウェイ（1979年、若い根っこの会）
- スーパー戦隊シリーズ
  - 超電子バイオマン（1984年、東映） - 主演・郷史朗 / レッドワン 役
  - ゴーカイジャー ゴセイジャー スーパー戦隊199ヒーロー大決戦（2011年、東映） - 郷史朗 役
  - 仮面ライダー×スーパー戦隊 スーパーヒーロー大戦（2012年、東映） - レッドワンの声
- 釣りバカ日誌3（1990年、松竹）
- 誰がために（2005年、パル企画 = マジックアワー）

### オリジナルビデオ
- C.C.ガールズ ファーストラン・風を抱きしめて（1991年、ポニーキャニオン）
- 実録・九州やくざ烈伝 兇健と呼ばれた男（2003年、GPミュージアム）
- 閃光美少女特捜隊 ウィンミラージュ（2005年、禅ピクチャーズ）

### 舞台
- みだれ川（1982年、三越劇場）
- 風と共に去りぬ（1987年、帝国劇場）
- アニー（1987年、青山劇場）
- 風流深川唄（1992年、御園座）
- 萩の乱れ（1993年、御園座）
- 幡随院長兵衛（1993年、新橋演舞場）
- 一本刀土俵入（1994年、新橋演舞場）
- 仕立屋銀次（1994年、新橋演舞場）
- 合わせ鏡とガラスの時間（2003年、築地本願寺ブディストホール）
- 忠治 あなたは誰の為に…（2003年、野方区民ホール・WIZ）
- まったくもって…です（2004年、築地本願寺ブディストホール）
- 乱（2004年、野方区民ホール・WIZ）
- 銀座ロマン Part2-柳青める日-（2005年、銀座博品館劇場）
- ニライカナイ（2005年、西荻窪WENzスタジオ）
- 割れたガラスと壊れた時間（2005年、銀座みゆき館劇場）
- 酒呑童子（2005年、野方区民ホール・WIZ）
- 押ッ忍!! 漫才師（2005年、銀座小劇場）
- 銀座ロマン PART3（2006年、銀座博品館劇場）
- フリーダム freedom 〜女たちの維新史〜（2006年、東京芸術劇場中ホール）
- 富山（とみやま）・王家の人々（2006年、銀座みゆき館劇場）
- 侠客 きょうかく（2006年、浅草雷5656会館）
- 銀座ロマン4 -とまり木の唄-（2007年、銀座博品館劇場）
- 煌く舞台の片隅で 〜夢と約束のイエスタディ〜（2007年、ぷろじぇくと ざ・えん）
- うす灯り（2008年、アドリブ小劇場）
- 龍馬異聞 KURAMATENGU（2008年、銀座博品館劇場）
- SHINGEN 〜風林火山落日〜 （2010年、あうるすぽっと）
- スイート・ホームズ探偵（2010年、シアター風姿花伝）
- あるジーサンに線香を（2012年、三越劇場・中日劇場）
- 熱き心で突っ走れ!（2013年、ゆうぽうとホール）

### ラジオドラマ
- アドベンチャー・ロード / CF愚連隊（1989年、NHK-FM） - 主演・流葉 役

## ディスコグラフィ

### シングル
| #              | 発売日         | A/B面          | タイトル                         | 作詞           | 作曲           | 編曲           | 規格品番       |
| 阪本良介 名義  | 阪本良介 名義  | 阪本良介 名義  | 阪本良介 名義                    | 阪本良介 名義  | 阪本良介 名義  | 阪本良介 名義  | 阪本良介 名義  |
| キングレコード | キングレコード | キングレコード | キングレコード                   | キングレコード | キングレコード | キングレコード | キングレコード |
| -------------- | -------------- | -------------- | -------------------------------- | -------------- | -------------- | -------------- | -------------- |
| 1              | 1980年 1月     | A面            | 青春は手さぐり                   | 山上路夫       | 馬飼野康二     | 小六禮次郎     | GK-361         |
| 1              | 1980年 1月     | B面            | 君のうしろに海がある             | 山上路夫       | 馬飼野康二     | 小六禮次郎     | GK-361         |
| 2              | 1980年 9月     | A面            | 湘南・夕まぐれ                   | 山上路夫       | 馬飼野康二     | 小六禮次郎     | K07S-16        |
| 2              | 1980年 9月     | B面            | 海と話せるかい                   | 山上路夫       | 馬飼野康二     | 馬飼野康二     | K07S-16        |
| 坂元亮介 名義  |                |                |                                  |                |                |                |                |
| 夢レコード     |                |                |                                  |                |                |                |                |
| 3              | 2018年 4月     | 01             | 生きてゆく〜こんな乱れた時代を〜 | 高道           | 高道           | 遠山裕         | YUME-0008      |
| 3              | 2018年 4月     | 02             | 夢の鍵                           | ししどまさる   | 高道           | 遠山裕         | YUME-0008      |

### 参加アルバム
- 超電子バイオマン ヒット曲集（1984年5月／CQ-7086）※阪本良介 名義
  - 収録曲：「夕焼けのペガサス」（作詞：冬杜花代子／作曲：加瀬邦彦／編曲：田中公平）